# Algiers (película)
Algiers o Argel es una película dramática estadounidense de 1938 dirigida por John Cromwell y protagonizada por Charles Boyer, Sigrid Gurie y Hedy Lamarr. Escrita por John Howard Lawson, la película trata de un notorio ladrón de joyas francés escondido en el laberíntico barrio natal de Argel conocido como la Casbah. Sintiéndose aprisionado por su exilio autoimpuesto, una hermosa turista francesa lo saca de su escondite y le recuerda tiempos felices en París. La producción de Walter Wanger fue una adaptación de la exitosa película francesa de 1937 Pépé le Moko, basada en la novela de Henri La Barthe del mismo nombre.
Argel fue una sensación porque fue la primera película de Hollywood protagonizada por la actriz austríaca Hedy Lamarr, cuya belleza se convirtió en la principal atracción para el público cinematográfico estadounidense. La película es notable como una de las fuentes de inspiración para los guionistas de la película Casablanca de Warner Bros. de 1942, que la escribió teniendo en mente a Hedy Lamarr como la protagonista femenina original. La representación de Charles Boyer del personaje principal, Pepe Le Moko, inspiró al personaje animado de Warner Bros., Pepe Le Pew. En 1966, la película entró en el dominio público (en los EE. UU.) debido a que los reclamantes no renovaron su registro de derechos de autor en el año 28 después de su publicación.

## Trama
Pepe Le Moko (Boyer) es un famoso ladrón que, después de su último gran atraco, escapó de Francia a Argelia. Desde su fuga, Moko se convirtió en residente y líder de la inmensa Casbah, o "barrio nativo", de Argel. Los funcionarios franceses llegan insistiendo en que la captura de Pepe se encuentra con detectives locales imperturbables, dirigidos por el inspector Slimane (Calleia), que están esperando su momento. Mientras tanto, Pepe comienza a sentirse cada vez más atrapado en su fortaleza como prisión, un sentimiento que se intensifica después de conocer a la hermosa Gaby (Lamarr), que está de visita desde Francia. Su amor por Gaby pronto despierta los celos de Inés (Gurie), la amante argelina de Pepe.

## Reparto
- Charles Boyer como Pepe le Moko.
- Sigrid Gurie como Ines.
- Hedy Lamarr como Gaby.
- Joseph Calleia como Inspector Slimane.
- Alan Hale como Grandpere.
- Gene Lockhart como Regis.
- Walter Kingsford como Chief Inspector Louvain.
- Paul Harvey como Commissioner Janvier.
- Stanley Fields como Carlos.
- Johnny Downs como Pierrot.
- Charles D. Brown como Max.
- Robert Greig como Giraux.
- Leonid Kinskey como L'Arbi.
- Joan Woodbury como Aicha.
- Nina Koshetz como Tania.